# Hibbertopterus
Hibbertopterus ist eine Gattung ausgestorbener Gliederfüßer, die zu den Seeskorpionen (Eurypterida) gehört. Bemerkenswert ist der Fund eines einzigartigen, aus dem Unterkarbon stammenden und etwa 330 Millionen Jahre alten Spurenfossils in Schottland. Hierbei handelt es sich um die älteste und mit 6 m Länge und 1 m Breite zugleich größte an Land entstandene Bewegungsspur eines Gliederfüßers, die bisher gefunden wurde.
Nach einem von Martin Whyte, einem Geologen der University of Sheffield, im Jahr 2005 zufällig gefundenen Abdruck an der schottischen Küste im Midland Valley, geht man davon aus, dass der Verursacher etwa 1,60 Meter lang und einen Meter breit war. Damit handelt es sich um das größte Exemplar eines Hibbertopterus, das bisher gefunden wurde.
Aus der Beschaffenheit der Spur geht eindeutig hervor, dass sie außerhalb des Wassers entstanden sein muss. Damit ist bewiesen, dass sich die Seeskorpione, wenn auch langsam und schwerfällig, grundsätzlich an Land fortbewegen konnten. Ihr Kauapparat zeigt eine klare Anpassung an eine Ernährung im Wasser und somit an eine rein aquatische Lebensweise. Das Spurenfossil des Hibbertopterus zeigt jedoch, dass diese Meeresbewohner zu kurzen Landgängen in der Lage waren. Im unteren Karbon lebten dort bereits die ersten Landwirbeltiere (Tetrapoda), die frühen Amphibien.

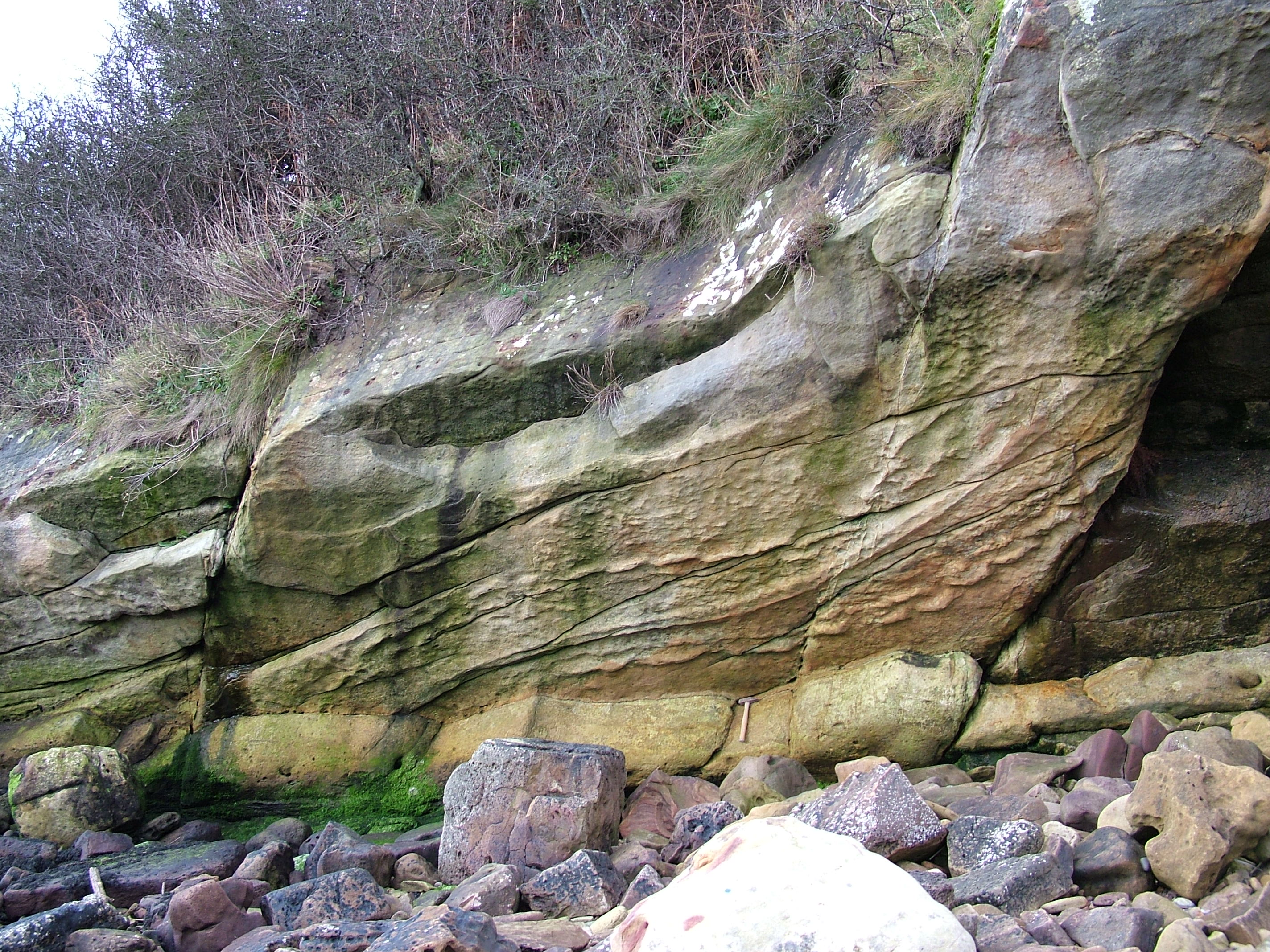
Die 2005 beschriebene Bewegungsspur auf der 45° geneigten Felswand, fotografiert von Martin Whyte. Die leicht gekrümmte Spur oberhalb des Hammers verläuft von links nach rechts.